# Svédország címere

Svédország címere

Svédország címere egy sárga kereszt által negyedelt pajzs, amelynek első és negyedik része kék, három koronával. A második és a harmadik negyed átlósan kék és fehér sávos, és egy-egy sárga színű oroszlánt helyeztek el rajta. A pajzson egy szívpajzs is található, amelyen a két svéd uralkodóház, a Vasa- és a Bernadotte-dinasztia címerei láthatók. A pajzsot felül a királyi korona díszíti, két oldalt egy-egy sárga oroszlán tartja. A pajzstakaró vörös és hermelin, amit ismét a királyi korona fed.